# System32
System32 — це системна папка Windows NT. Місце знаходження: папка у якій знаходиться Windows.
Ця папка містить у собі:
- Ядро Windows та його компоненти;
- Папку Drivers з системними файлами(.sys)
- Папку CONFIG з реєстром Windows сімейства NT;
- Динамічні бібліотеки (.dll);
- Системні утиліти Windows;
- Драйвери (.drv);
- Віртуальну машину для DOS-програм NTVDM.EXE;
- Компоненти панелі керування (.Cpl);
- Системні файли (.sys);
- Заставки (.scr);
- Інші файли.